# 35e cérémonie des AVN Awards
La 35e cérémonie AVN Awards était un événement de remise de prix pornographiques récompensant les meilleures actrices, acteurs, réalisateurs et films de l'industrie pour adultes en 2018. Souvent surnommé « Les Oscars Du Porno »,,,, La cérémonie a eu lieu le 27 janvier 2018 au Hard Rock Hotel and Casino de Las Vegas. Les films ou productions sortis entre le 1er octobre 2016 et le 30 septembre 2017 étaient éligibles. La star de webcaming Harli Lotts et la performeuse/réalisatrice Angela White ont co-organisé la cérémonie, chacune pour la première fois. Le maître de cérémonie était le comédien Aries Spears.
L'émission a été diffusée en direct sur la chaine Showtime et en duplex sur AVN.com et Livestream.com,. Cette année a également marqué le retour des GayVN Awards (après une interruption prolongée) au même endroit une semaine avant les AVN Awards. Tous deux faisant partie de l’AVN Adult Entertainment Expo, également connu sous le nom d'AVN Week.

## L'avant cérémonie
Pour la première fois, les contenus publiés exclusivement sur les sites Web payants étaient éligibles aux AVN Awards dans toutes les catégories de scènes de sexe. AVN a également ajouté deux nouvelles catégories dans le domaine Web et technologie qui sont : 
- Meilleur Nouveau Site Web (Best New Website)
- Meilleurs Site de Clips (Best Clip Website)

Les catégories Best Specialty Movie - Other Genre et Best Specialty Series - Other Genre ont été renommés : Best Niche Movie and Series.
Lors du dévoilement des nominations, trois autres nouvelles catégories ont été annoncées :
- Niche Performer Of The Year
- Meilleur Film d'action/thriller (Best Action/Thriller)
- Meilleur Film De Propositions Obscènes (Best Lewd Propositions Movie)

La catégorie : Favorite BBW Performer (Interprète BBW Préférée) ainsi que la catégorie : Favorite Cosplay Cam Cosplayer ont été ajoutées plus tard en tant que catégorie votée par les fans pour 2018. 
La légende du porno Ron Jeremy a été bannie de la remise des prix de l'année. AVN a estimé qu'il avait violé son code de conduite sur la base d'un article de Rolling Stone publié en novembre 2017, dans lequel il était accusé d'inconduite sexuelle.
Les nommés pour ces 35e AVN Awards ont été annoncés le 16 novembre 2017 lors de la soirée annuelle des nominations aux AVN Awards au «The Edison », une discothèque au centre-ville de Los Angeles,.

## Déroulement de la cérémonie
L'événement a eu lieu à l'intérieur du Hard Rock Hotel and Casino de Las Vegas dans la salle de concert appelée  «The Joint ». La 35e cérémonie des AVN Awards a été présentée en partenariat avec MyFreeCams.

### Hommages
Avant que la cérémonie ne commence, un hommage a été rendu aux personnalités de l'industrie pour adultes décédées depuis la cérémonie de 2017 qui était, :
- James Baes
- Sean Barnett
- Ron Harris
- Hugh Hefner
- Morton Hyatt
- Sonny Landham
- Radley Metzger
- Jocalyn Pink
- January Seraph
- Greg Steel
- Michael Zen
- Roxy Nicole
- Olivia Nova
- Olivia Lua
- Yurizan Beltran
- Shyla Stylez
- August Ames

### La cérémonie
La 35e cérémonie a été co-présentée par Angela White, Harli Lots et Aries Spears. L’artiste invitée pour assurer le spectacle musical était le rappeur Lil Wayne. Tony Rios, le président d’AVN à déclarer : «Nous sommes extrêmement heureux que Lil Wayne se produise aux AVN Awards 2018. Comme beaucoup de talents au sein de l'industrie pour adultes, il est également un entrepreneur à succès, ayant ouvert sa propre entreprise. Il est un atout incroyable au spectacle de cette année et nous avons hâte de l'avoir ». Aries Spears, également maître de cérémonie, est apparu dans plusieurs sketchs avec divers personnalités de l’industrie pour adultes.

## Lauréats

### Récompenses majeures
Les lauréats ont été annoncés lors de la cérémonie de remise des prix le 27 janvier 2018.
Les principaux prix d'interprète sont allés à Angela White qui a remporté le prix de l’Interprète Féminin de l’Année (Female Performer of the Year) et Markus Dupree a remporté le de l’Interprète Masculin de l’Année (Male Performer Of The Year). Jill Kassidy à remporter le prix de la Meilleure Nouvelle Starlette (Best New Stralet). En termes de films, les grands gagnants ont été Justice League XXX : An Axel Braun Parody et Angela 3, chacun avec six récompenses.
Les noms en gras désignent les lauréats:
| Interprète Féminine de l'année | Interprète Masculin de l'année |
| --- | --- |
| - Angela White - August Ames - Adriana Chechik - Abella Danger - Aidra Fox - Keisha Grey - Katrina Jade - Elsa Jean - Eva Lovia - Riley Reid - Lana Rhoades - Jessa Rhodes - Natalia Starr - Gina Valentina | - Markus Dupree - Mick Blue - Xander Corvus - Charles Dera - Manuel Ferrara - Ricky Johnson - Keiran Lee - Mandingo - Ramón Nomar - Tommy Pistol - Toni Ribas - Johnny Sins - Jean Val Jean - Chad White - Prince Yahshua |
| Interprète Lesbienne de l'Année | Interprète Transexuelle de l'Année |
| - Jenna Sativa - Aiden Ashley - Serena Blair - Jayden Cole - Val Dodds - Darcie Dolce - Prinzzess - Shyla Jennings - Georgia Jones - Mindi Mink - Karlie Montana - Ryan Ryans - Charlotte Stokely - Tanya Tate - Vanessa Veracruz | - Aubrey Kate - Foxxy - Dicky Johnson - Casey Kisses - Venus Lux - Natalie Mars - Tori Mayes - Marissa Minx - Mandy Mitchell - Sunshyne Monroe - Chanel Santini - Alexa Scout - Stefani Special - Shiri Trap - Freya Wynn |
| Meilleur Nouvelle Starlette | Réalisateur de l'Année |
| - Jill Kassidy - Arya Fae - Honey Gold - Eliza Jane - Elena Koshka - Riley Nixon - Giselle Palmer - Lena Paul - Bella Rose - Sofi Ryan - Scarlett Sage - Chloe Scott - Kristen Scott - Violet Starr - Whitney Wright | - Greg Lansky - Joanna Angel - Brad Armstrong - Axel Braun - Stormy Daniels - Jonni Darkko - Manuel Ferrara - Jules Jordan - Ryan Madison - Mason - Bree Mills - Jim Powers - Mike Quasar - Jacky St. James - Stills by Alan |
| Meilleur Actrice | Meilleur Acteur |
| - Sara Luvv, The Faces of Alice - Asa Akira, The Blonde Dahlia - Chloe Amour, Love for Sale 2 - Abella Danger, The Obsession - Jessica Drake, An Inconvenient Mistress - Alexis Fawx, Fantasy Factory - Alexa Grace, Crash - Janice Griffith, Ingenue - Jill Kassidy, Half His Age: A Teenage Tragedy - Cassidy Klein, Conflicted - Melissa Moore, The Voyeur - Katie Morgan, Bad Babes Inc. - Ella Nova, Snapshot - Romi Rain, Justice League XXX: An Axel Braun Parody - Angela White, The Altar of Aphrodite | - Tommy Pistol, Ingenue - Brad Armstrong, Takers - Danny D, Bulldogs - Charles Dera, Half His Age: A Teenage Tragedy - Damon Dice, From the First Moment - Ryan Driller, An Inconvenient Mistress - Seth Gamble, Karma - Tyler Knight, Interracial Family Needs - Marcus London, Unbridled - Derrick Pierce, Indirect Relations - Logan Pierce, The Voyeur - Toni Ribas, Blood Sisters - Ryan Ryder, The Altar of Aphrodite - Nacho Vidal, Outland 2: Looking for Freedom - Chad White, Laura |
| Meilleur Scène Lesbienne | Meilleur Scène hétérosexuelle |
| - Katrina Jade, Kissa Sins; I Am Katrina - Violet Starr, Anya Olsen; Cheer Squad Sleepovers 20 - Shyla Jennings, Jenna Sativa; Erotic Encounters 2 - Alex Grey, Kristen Scott; Hollywood Hills Hijinx - Melissa Moore, Verónica Rodríguez; Kristen Scott’s Skip Day - Lana Rhoades, Olivia Nova; Lana Is Olivia's Dream - Aiden Ashley, Darcie Dolce; Lesbian Performers of the Year 2017 - Gina Valentina, Jaye Summers; Lesbian Schoolgirls - Alexa Grace, Christiana Cinn; Lesbian Sex Therapist 2 - Gia Paige, Adria Rae; Panty Raid - Nikki Hearts, Leigh Raven; Prison Lesbians 5 - Brett Rossi, Megan Rain; Schoolgirl Massacre - Abigail Mac, Olive Glass; Spoiled - Aidra Fox, Tori Black; Tori Black Is Back - Riley Reid, Kendra Sunderland; Unexpected Feelings | - Angela White, Manuel Ferrara; Angela 3 - Riley Reid, Ryan Madison; 2:27:48 Real Time Sex - Chanel Preston, Chad White; The Altar of Aphrodite - Kristen Scott, Tommy Pistol; Bound for Sex 2 - Melissa Moore, Markus Dupree; Cuties 10 - Gia Paige, James Deen; Darker Side of Desire - Katrina Jade, Seth Gamble; Exposed - Jill Kassidy, Charles Dera; Half His Age: A Teenage Tragedy - Karlee Grey, Manuel Ferrara; Karlee Grey Gets Her Pussy Fucked Unscripted - Kendra Sunderland, Jason Brown; Kendra’s Obsession - Kimmy Granger, Chris Strokes; Kimmy Gets Fucked and Abused - Eva Lovia, Xander Corvus; My Wife's Hot Sister - Brett Rossi, James Deen; Oil Explosion 2 - Honey Gold, Mick Blue; Sacrosanct - Vicki Chase, Johnny Sins; Young & Beautiful 3 |
| Meilleure Scène d'Anal | Meilleure Scène de sexe oral |
| - Lana Rhoades, Markus Dupree; Anal Savages 3 - Adriana Chechik, James Deen; Adriana Chechik Is the Extreme Anal Queen - Blair Williams, Christian Clay; Anal Beauty 7 - Aidra Fox, Erik Everhard; Anal Fuck Dolls 2 - Dakota, Sean Michaels; Anal Warriors 3 - Angela White, Markus Dupree; Angela Loves Anal - Natalia Starr, James Deen; Back in the Butt - Mia Malkova, Markus Dupree; Big Anal Asses 6 - Riley Nixon, Ramón Nomar; Blast My Ass - Abella Danger, Toni Ribas; Curvy Girls 8 - Goldie Rush, Mike Adriano; Deep in That Ass 3 - Keisha Grey, Dredd; Dredd - Marley Brinx, Prince Yahshua; Interracial & Anal 4 - Ariana Marie, Christian Clay; Natural Beauties 2 - Casey Calvert, Markus Dupree; Psychotic Behavior                                      | - Aidra Fox, Jason Katana, Donny Sins, Filthy Rich, Hunter, Mark Zane, Brad Hart, Robby Echo, Wrex Oliver, Rob Banks, Chad Alva; Facialized 4 - Heather Lexi, Riley Reyes, Eric John; Blow Bar 2 - Christiana Cinn, Brad Knight; Brad Knight’s Blow n’ Go Girls - Joseline Kelly, Ricky Johnson; Dirty Girl - Gina Valentina, Codey Steele, Cyrus King, Jake Jace, Robby Echo, Ryan McLane, Small Hands; Fill My Throat - Jill Kassidy, Ike Diezel; I Just Wanna Suck You Dry - Jessica Drake, Ricky Johnson, Rob Piper, Isiah Maxwell, Dirk Huge; Jessica Drake Is Wicked - Karlee Grey, Donny Sins, Filthy Rich, Hunter, Jack Vegas, Jason Katana, Mark Zane, Rob Banks; Karlee Grey's 1st Blow Bang - Kasey Warner, Brad Knight; Kasey Warner Comes Over to Suck My Boyfriend's Dick - Melissa Moore, Chad Alva, Brad Hart, Ryan McLane, Filthy Rich, Eric John; My First Blowbang! - Jessa Rhodes, Mark White; Superstar BJ's - Blair Williams, Sarah Vandella, Mike Adriano; Swallowed.com - Anna de Ville, Anthony Rosano; Throat & Tit Fucking Teen - Veronica Avluv, 15 cocksmen; Veronica vs. Davina: 31 Cumshots – MILF Edition - Vicki Chase, Justin Hunt; Vicki Chase Gives a Therapeutic Suck Job |
| Meilleure Star Influenceur | Meilleur Film d’Action/Thriller |
| - Angela 3 - Adriana Chechik Is the Squirt Queen - Bombshell Skyla Novea - Cherie - Eva - The Gangbang of Riley Reid - I Am Katrina - The Insatiable Miss Jessa Rhodes - Jasmine Jae No Holds Barred - Jessica Drake Is Wicked - Kendra’s Obsession - Lana - Riley Goes Gonzo 2 - Sexxxploitation of Leya Falcon AKA Whorley Quinn - Tori Black Is Back | - Vampires - Agent 69 - The Altar of Aphrodite - Blood Sisters - Crash - Extradition - From Beyond - An Inconvenient Mistress - Lay Her Down - My Killer Girlfriend - Pussy or Lead - Quest - Takers - Transmission - Vendetta |
| Meilleure Comédie | Meilleur Drame |
| - Jews Love Black Cock - Amish Girls 2 - Bad Babes Inc. - The Blonde Dahlia - Conflicted - Consequences of a Kiss - Corrupted by the Evils of Fetish Porn - Don't Screw My Mom - The Faces of Alice - Forked - My Wife’s Hot Sister - Nerds - The Next Big Step - Viking Girls Gone Horny - Women Getting Even | - Half His Age: A Teenage Tragedy - The Artist Within - The Babysitter 11 - The Candidate - Confessions of a Sinful Nun - Ethni•City - Exposed - Fantasy Factory - Ingenue - Inner Demons - Love on the Line - The Obsession - Spoiled - Unbridled - The Voyeur |
| Cosplayeuse Cam Préférée | Cam-Girl Préférée |
| - Catjira | - Kati3kat |
| Meilleure Actrice dans un Second Rôle | |
| - Kristen Scott, Half His Age: A Teenage Tragedy - - Joanna Angel, My Killer Girlfriend - A.J. Applegate, Adventures With the Baumgartners - Kat Dior, Extradition - Karlee Grey, Ingenue - Nina Hartley, Confessions of a Sinful Nun - Elsa Jean, Nerds - Aaliyah Love, Inner Demons - Kira Noir, Ethni•City - Brett Rossi, Fantasy Factory - Chanel Preston, The Obsession - Layla Sin, Love for Sale 2 - Luna Star, Bad Babes Inc. - Violet Starr, The Submission of Emma Marx: Evolved - Charlotte Stokely, Justice League XXX: An Axel Braun Parody | |

### Autres prix et nominations
CATEGORIE : CONTENUS
- Best All-Girl Group Sex Scene: Melissa Moore, Elsa Jean, Adria Rae Best New Starlets 2017
- Best All-Girl Movie: Angela Loves Women 3
- Best All-Girl Series: Women Seeking Women
- Best Amateur/Pro-Am Movie: Amateur Introductions 24
- Best Anal Movie: Anal Savages 3
- Best Anal Series: Anal Savages
- Best Anthology Movie: Sacrosanct
- Best Art Direction: Justice League XXX: An Axel Braun Parody
- Best BDSM Movie: Cybill Troy Is Vicious
- Best Cinematography: Winston Henry, Sacrosanct
- Best Continuing Series: Angela Loves ...
- Best Director – Feature: Axel Braun, Justice League XXX: An Axel Braun Parody
- Best Director – Foreign Feature: Hervé Bodilis, Pascal Lucas, Revenge of a Daughter
- Best Director – Foreign Non-Feature: Hervé Bodilis, Megan Escort Deluxe
- Best Director – Non-Feature: Kayden Kross, Sacrosanct
- Best Double-Penetration Sex Scene: Angela White, Markus Dupree, Mick Blue, Angela 3
- Best Editing: Angela White, Angela 3
- Best Ethnic Movie: Asian Anal
- Best Ethnic/Interracial Series: Black & White
- Best Foreign Feature: Bulldogs
- Best Foreign Non-Feature: Anissa the Tenniswoman
- Best Foreign Series: Rocco’s Psycho Teens
- Best Gonzo Movie: Manuel’s Fucking POV 7
- Best Group Sex Scene: Angela White, Mick Blue, Xander Corvus, Markus Dupree, Toni Ribas, John Strong, Angela 3
- Best Ingénue Movie: Young Fantasies 2
- Best Interracial Movie: Interracial Icon 4
- Best Lewd Propositions Movie: Babysitter Auditions
- Best Makeup: Dusty, May Kup, Cammy Ellis, Justice League XXX: An Axel Braun Parody
- Best Male Newcomer: Wes Meadows (Vacated; Given to Juan “El Caballo” Loco)
- Best Marketing Campaign – Individual Project: Justice League XXX: An Axel Braun Parody
- Best Marketing Campaign – Company Image: Vixen
- Best MILF Movie: MILF Performers of the Year 2017
- Best New Imprint: Pure Taboo
- Best New Series: Young & Beautiful
- Best Niche Movie: Cum Inside Me 3
- Best Niche Series: Squirt for Me
- Best Non-Sex Performance: Kyle Stone, Conflicted
- Best Older Woman/Younger Girl Movie: The Art of Older Women
- Best Oral Movie: Facialized 4
- Best Orgy/Gangbang Movie: My First Gangbang
- Best Parody: Justice League XXX: An Axel Braun Parody
- Best Polyamory Movie: Adventures With the Baumgartners
- Best Screenplay: Will Ryder, Bad Babes Inc.
- Best Sex Scene in a Foreign-Shot Production: Claire Castel, Kristof Cale, Math, Ricky Mancini; Claire Desires of Submission
- Best Solo/Tease Performance: Angela White, Angela 3
- Best Soundtrack: The Altar of Aphrodite
- Best Special Effects: Justice League XXX: An Axel Braun Parody
- AVN Award for Best Supporting Actor : Small Hands, Half His Age: A Teenage Tragedy
- Best Taboo Relations Movie: Dysfucktional: Blood Is Thicker Than Cum
- Best Three-Way Sex Scene – Boy/Boy/Girl: Kendra Sunderland, Jason Brown, Ricky Johnson; Kendra’s Obsession
- Best Three-Way Sex Scene – Girl/Girl/Boy: Riley Reid, Megan Rain, Mick Blue; Young & Beautiful
- Best Transsexual Movie: All My Mother’s Lovers, Buck Angel Superstar (tie)
- Best Transsexual Series: Hot for Transsexuals
- Best Transsexual Sex Scene: Adriana Chechik, Aubrey Kate, Adriana Chechik Is the Squirt Queen
- Best Virtual Reality Product/Site: BaDoinkVR
- Best Virtual Reality Sex Scene: Adriana Chechik, Megan Rain, Arya Fae, Tommy Gunn; "Zombie Slayers", WankzVR.com
- Best Web Director: Mike Adriano
- Clever Title of the Year: Black Loads Matter
- Female Foreign Performer of the Year: Jasmine Jae
- Mainstream Star of the Year: Asa Akira
- Male Foreign Performer of the Year: Ryan Ryder
- MILF Performer of the Year: Cherie DeVille
- Most Outrageous Sex Scene: Leya Falcon, Ophelia Rain in “Well There’s ONE Place You Can Put an AVN Award”, Viking Girls Gone Horny
- Niche Performer of the Year: Cybill Troy

PRODUITS PLAISIRS
- Best Condom Manufacturer: Paradise Lubricated Condom
- Best Enhancement Manufacturer: Bedroom Products
- Best Fetish Manufacturer: XR Brands
- Best Lingerie or Apparel Manufacturer: Fantasy Lingerie
- Best Lubricant Manufacturer: Wicked Sensual Care
- Best Pleasure Product Manufacturer – Small: Clandestine Devices
- Best Pleasure Product Manufacturer – Medium: We-Vibe
- Best Pleasure Product Manufacturer – Large: Topco Sales

DISTRIBUTIONS & DÉTAILS
- Best Boutique: Pepper's Parties Too (Hattiesburg, MS)
- Best Retail Chain – Small: Inz & Outz
- Best Retail Chain – Medium: The Pleasure Chest
- Best Retail Chain – Large: Castle Megastore
- Best Web Retail Store: AdultEmpire.com

PRIX DES FANS
- Favorite BBW Performer: Angelina Castro
- Favorite Cam Guy: Aamir Desire
- Favorite Camming Couple: 19honeysuckle (aka Honey & Tom Christian)
- Favorite Female Porn Star: Angela White
- Favorite Indie Clip Star: Jenny Blighe
- Favorite Membership Site: Brazzers
- Favorite Male Porn Star: Johnny Sins
- Favorite Porn Star Website: Angela White
- Favorite Trans Cam Star: Aubrey Kate
- Favorite Trans Porn Star: Chanel Santini
- Hottest MILF: Kendra Lust
- Hottest Newcomer: Lena Paul
- Most Amazing Sex Toy: Fleshlight
- Most Epic Ass: Alexis Texas
- Most Spectacular Boobs: Angela White
- Social Media Star: Riley Reid

### Compilation de prix
Justice League XXX : An Axel Braun Parody et Angela 3 ont été les films qui ont remporté le plus de récompenses avec 6 prix chacun. Half His Age: A Teenage Tragedy a quatre trophées tandis que Sacrosanct en a remporter trois. Facialized 4 et Anal Savages 3 ont remporté deux prix et la série Anal Savages a en plus remporté le prix de la Meilleure Série Anal (Best Anal Serie). Angela Loves Women 3 a également remporté un prix en plus de faire partie de la série Angela Loves qui a également remporté le prix de la Meilleure Série Continue (Best Continuing Series).
Justice League XXX: An Axel Braun Parody a également eu le plus de nominations avec, au total, 13 nominations.

## Intronisation a l'AVN Hall Of Fame
Les personnalités choisies pour être intronisées a l'AVN Hall of fame ont été désignées le 6 janvier 2018 via le magazine AVN. Elles ont été honorées le 23 janvier à l’occasion d’une réception et d’un clip vidéo à l’ouverture de la remise des prix. Les intronisées sont les suivants :
- Branche Vidéastes : Alexis Amore, Eva Angelina, William H., Brandon Iron, Jessica Jaymes, Sunny Leone, Nick Orleans, Kirsten Price, Mike Ranger, David Stanley, Celeste Star, Aiden Starr, Devlin Weed, Angela White, Michael Zen[16].
- Branche Exécutive : Marc Bruder, Mara Epstein, Rondee Kamins[16].
- Branche Précurseurs : Mark Kulkis, David Joseph, Chuck Zane[16].
- Branche Fondateurs Internet : Brad Mitchell[16].

## Liens Externes
- (en) Site officiel des AVN Awards

.